# Cryptoprocta
Cryptoprocta és un gènere de carnívors endèmics de Madagascar. A més de la fossa, el gènere inclou un representat extint, la fossa gegant. El nom genèric ('anus amagat') fa referència a les grans glàndules anals de la fossa.
Els carnívors més grans de Madagascar pertanyen a aquest gènere. La fossa assoleix una mida de cap i cos de fins a 80 centímetres i un pes de fins a 12 quilograms. La fossa gegant, ja extinta, era més grossa. Les característiques del gènere inclouen un viscerocrani curt, que li dona un aspecte de gat i les carnisseres ben desenvolupades. El pla corporal és esvelt i allargat i la cua és molt llarga.